# دوسگ‌دندانی
دوسگ‌دندانی (نام علمی: Dicynodon) نام یک سرده از فروراسته دوسگ‌دندان است.